# فایده‌گرایی
فایده‌گرایی، سودگرایی، سودمندگرایی، فایده‌باوری، اصالت سود، اصالت نفع (به انگلیسی: Utilitarianism) که مطلوبیت‌گرایی و منفعت‌گرایی نیز ترجمه شده است، شاخه‌ای از نظریه‌های اخلاقی پیامدگرایانه و تلاشی برای پاسخ به این پرسش است که: «چه کار کنیم؟»
بنا به سودمندگرایی، اخلاقی‌ترین عمل، عملی است که «سودمندترین گزینه برای طرفین اثرپذیر» باشد، حتی اگر مضر (ذاتاً شر) باشد. گرچه در فایده‌گرایی فردیت و اختلافات فردی لحاظ می‌شود، ولی همه آنها در راستای به حداکثر رساندن مطلوبیت و مفاهیم مرتبط با آن لحاظ می‌گردد؛ مثلاً جرمی بنتام، بنیانگذار سودمندگرایی، سودمندی را چنین توصیف کرد: «آن ویژگی در هر چیزی که با آن ویژگی، آن چیز به ارائه سود، مزیت، لذت، خیر، یا خوشبختی… [یا] پیشگیری از رخ دادن ضرر، درد، شر، یا ناکامی متمایل شود، برای طرف‌هایی که سودشان در نظر گرفته می‌شود.» فایده‌گرایی نسخه‌ای از نتیجه‌گرایی است که بیان می‌کند پیامدهای هر عملی تنها معیار درست و نادرست است. فایده‌گرایی برخلاف دیگر انواع نتیجه‌گرایی، از قبیل خودپرستی و ایثارگرایی، منافع همه انسان‌ها را به‌طور یکسان در نظر می‌گیرد.
طرفداران فایده‌گرایی در چندین مورد با هم اختلاف نظر دارند، مانند اینکه آیا اقدامات باید براساس نتایج احتمالی آن‌ها (فایده گرایی عمل) انتخاب شوند یا اینکه آیا عاملان باید از قواعدی پیروی کنند که سودمندی را به حداکثر می‌رسانند (سودمندگرایی قاعده). همچنین در مورد اینکه آیا کل (سودمندی کل)، میانگین (متوسط سودگرایی) یا حداقل ابزار باید حداکثر باشد نیز اختلاف دیدگاه دارند.
گرچه بذرهای این نظریه را می‌توان در آرای آریستیپوس و اپیکور مشاهده کرد، که ملاک خوشبختی را تنها در خیر می‌دیدند، ولی سنت سودگرایی به‌طور امروزی آن با بنتام آغاز شد، و افرادی چون جان استوارت میل، هنری سیجویک، دیوید بریبروک، و پیتر سینگر از این تئوری در رفاه اقتصادی جامعه، بحران فقر جهانی، اخلاق پرورش حیوانات برای غذا و اهمیت جلوگیری از فجایع آخرالزمانی برای بشریت استفاده کردند.
سودمندگرایی نباید با عمل‌گرایی اشتباه گرفته شود.
جرمی بنتام در کتاب «مقدمه‌ای بر اصول اخلاق و قانون گذاری» از اصالت سودمندی دفاع می‌کند و می‌گوید: «هدف قانونگذار باید این باشد که حداکثر خوشی افراد را تأمین کند؛ و سپس اضافه می‌کند که چون مجازات، توأم با درد است، لذا ذاتاً شر محسوب می‌شود و باید فقط موقعی اجرا گردد که از بروز شر بزرگتری جلوگیری کند.»
جان استوارت میل در فلسفه لذت از جرمی بنتام پیروی می‌کند و می‌گوید: «در انتخاب خوشی‌ها باید خصوصیات آن‌ها را که شدت و ضعف، پایداری یا زودگذری، مسلم بودن یا محتمل بودن، نزدیکی یا دوری، خلوص یا باروری یا بی‌ثمری باشد در نظر گرفت.»
پیدا است اگر باید بین دو خوشی یکی را انتخاب کنیم، آن یک که شدیدتر و پایدارتر، سالم‌تر و نزدیک‌تر، خالص‌تر و بارورتر است باید رجحان داشته باشد. اما در نظر جرمی بنتام خوشی‌ها از لحاظ نوع و کیفیت با هم اختلاف ندارند و اختلافشان صرفاً در کمیت است؛ بنابراین اگر سایر شرایط مساوی باشند، به قول او، چنان‌که در کتاب مقدمه‌ای بر اصول اخلاق و قانون‌گذاری می‌گوید: «تصنیف چاچاچا همان ارزشی را دارد که سمفونی نهم بتهوون».
فایده‌گرایان تنها معیار نهایی دربارهٔ صواب، خطا و الزام را «سود» می‌دانند و معتقدند غایت اخلاقی که باید در تمام اعمال خود به دنبال آن باشیم، بیش‌ترین غلبه ممکن خیر بر شر (یا کمترین غلبه ممکن شر بر خیر) در کل جهان است. همچنین آن‌ها اشاره دارند به اینکه خوب و بد را می‌شود به روش کمی اندازه‌گیری کرد.

## معانی یوتیلیتاریان
معنی اصلی: سودمندگرایانه. معنی مشابه: سودمند. معنی دیگر: سودمندگرا.

## پیشینه تاریخی
اهمیت شادی به عنوان یک هدف برای انسان مدت‌هاست که شناخته شده است. اشکال و تعاریف مختلف خوشگذرانی توسط آریستیپوس و اپیکور و ارسطو مورد بحث قرار گرفته و خوش‌روانی را بالاترین خیر بشر دانسته‌اند و آگوستین نوشت: «آرزوی نهای همه انسان‌ها رسیدن خوشبختی است.» مفهوم خوشبختی همچنین توسط آکویناس مورد توجه بوده است. نظرات مختلفی در این خصوص در جهان باستان و قرون وسطایی وجود داشته است، مانند نتیجه‌گیری دولت موهیسم یا فلسفه سیاسی نیکولو ماکیاولی. یا گروه آن را با ثبات سیاسی، رشد جمعیت و ثروت مترادف می‌دانستند، اما در هیچ‌کدام از این ایده‌ها سعادت و خوشبختی از منظر فرد اهمیتی نداشته است و ملاک جامعه بوده است. فایده‌گرایی با رویکرد فردیت به عنوان یک موقعیت اخلاقی مجزا فقط در قرن هجدهم ظهور یافت.
اگرچه معمولاً تصور می‌شود که فایده‌گرایی با جرمی بنتام شروع می‌شود، اما نویسندگان قبلی نیز بودند که تئوری‌هایی ارائه می‌دادند که به طرز شگفت‌آور مشابه بودند.
فرانسیس هاتچسون در جستجوی اصل ایده‌های ما از زیبایی و فضیلت (۱۷۲۵) می‌گوید: ملاک انتخاب اخلاقی‌ترین عمل، تعداد افرادی است که به آن عمل دست می‌زنند و آن را باعث خوشبختی می‌دانند. و همچنین ملاک شر اخلاقی تعداد افرادی اند که انجام آن عمل را زجر آور می‌دانند.
در سه نسخه اول کتاب، هاچسون شامل الگوریتم‌های مختلف ریاضی «... برای محاسبه اخلاق هر عملی» ارئه داده بود. چیزی که بسیار شبیه حساب لذت‌جویی بنتام بود.
برخی ادعا می‌کنند که جان گی اولین تئوری سیستماتیک اخلاق سودمند را توسعه ارائه داده است.

## سودگرایی کلاسیک

### جرمی بنتام

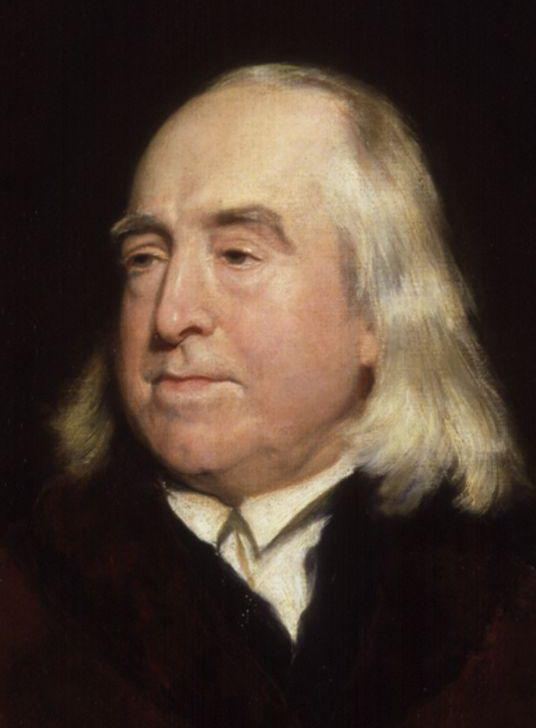
جرمی بنتام.

کتاب بنتام مقدمه ای بر اصول اخلاق و قانونگذاری در سال ۱۷۸۰ چاپ شد اما تا سال ۱۷۸۹ منتشر نشد. این احتمال وجود دارد که بنتام پس از دیدن موفقیت پالی در انتشار "اصول اخلاقی و فلسفه سیاسی" اقدام به نشر آن نمود. کتاب بنتام در ابتدا مورد اقبال عمومی قرار نگرفت مدت‌ها بعد ویرایش‌های از آن به فرانسوی ترجمه شد و در سال ۱۸۰۲ به چاپ رسید. بعداً مجدد از همین متن هیلدرت در کتاب نظریه قانونگذاری به انگلیسی استفاده نمود. و عملاً تا سالهای ۱۸۳۸ تا ۱۸۴۳ که قسمت‌های مختلف آن به شکل مقالات منتشر نشده بود چندان شناخته شده نبود.

کار بنتام با بیانیه ای از اصل سودمندی آغاز می‌شود: 
طبیعت، انسان را تحت سلطه دو ارباب قرار داده است؛ درد و لذت. ولی این شامل کسانی است که به آنان امر به انجام کاری داده می‌شود… براساس اصل فایده‌گرایی اعمال بر اساس این که موجب تقویت یا کاهش سعادت می‌شوند سنجیده می‌شوند. همان امری که می‌توان آن را مروج یا مخالف خوشبختی دانست. و این امر صرفاً در خصوص سنجش نحوه عملکرد افراد نیست و دولت‌های را نیز در برمی گیرد. 
در فصل چهارم کتاب، بنتام روشی را برای محاسبه ارزش گذاری لذت و درد ارائه می‌دهد، که به عنوان محاسبات هادیونیک یا لذتبخشی شناخته شده است. بنتام می‌گوید در تعیین ارزش لذت یا درد، باید به شدت، مدت زمان، یقین / عدم اطمینان و صلاحیت/ عدم صلاحیت آن توجه داشت. علاوه بر این، لازم است «تمایلات حاصل از هر عملی» را نیز در نظر بگیریم به شکلی که فرصت بروز تناقص تمایلات در جامعه رخ ندهد. و سرانجام، باید میزان یا تعداد افراد تحت تأثیر این عمل را در نظر گرفت.
هاتچسون سرانجام الگوریتم‌های او را برای محاسبه میزان خوشبختی حذف کرد؛ زیرا به نظرش «بی فایده به نظر می‌رسید، و بسیاری مخالف آن هستند»، اما بنتام ادعا می‌کند که هیچ ناموجه در مورد روش او وجود ندارد، زیرا «در آن هیچ چیز جز آنچه که نتیجه عملکرد بشر است وجود ندارد و اگر فرد دیدگاه روشنی از منافع خود داشته باشد این روابط معتبرند»
روزن توصیفات فایده گرایی را مورد نقد قرار داده و گفته است «مشاهدات تاریخی شباهت کمی با آنچه که تئوری فایده‌گرایی بنتام و جان استوارت میل نشان می‌دهند» و همچنین به نظرش «نسخه خام استفاده از فایده گرایی که در قرن بیستم رخ داده را به عنوان نمونه‌های اجرایی مترسکوار مورد حمله قرار داده و رد کرده است.» این اشتباه است که فکر کنیم تئوری بنتام به قوانین ربطی ندارد. کار اصلی او به اصول قانون گذاری مربوط می‌شود و محاسبات هدیونیک با کلمات «لذت پس از آن، و جلوگیری از دردها»، اهدافی است که قانونگذار باید در نظر داشته باشد. در فصل هفتم ، بنتام می‌گوید: «کاری که دولت با مجازات و پاداش دادن باید انجام دهد، ارتقا سعادت جامعه است، … که نسبت مجازات و پاداش را میزان اختلال یا شادی حاصله در جامعه تعیین می‌کند.»

سپس این سؤال مطرح می‌شود این است که در چه شرایطی نقض قانون می‌تواند قانونی باشد. در تئوری قانونگذاری بنتام شرها درجه یک و درجه دو رتبه‌بندی کرده است. شرهای مرتبه اول عواقب آن سریعاً منتشر می‌شوند؛ شرهای درجه دو به تدریج در جامعه پخش می‌شود و باعث ایجاد «خطر» می‌شود. 
حقیقت آن است که مواردی وجود دارد که در صورت محدود کردن اثرات مرتبه اول، نیکی برتری غیرقابل قیاسی با اثرات شر خواهد داشت. و اگر جرم را فقط تحت این دیدگاه مورد بررسی قرار گیرد، دلایل مناسب برای توجیه سخت‌گیری قوانین آسان نیست. دراین حالت همه چیز به شر مرتبه دوم بستگی دارد. این همان چیزی است که به چنین اقداماتی وجه مجرمیت می‌دهد و مجازات را ضروری می‌کند. برای مثال، فرض کنیم گدایی تحت فشار گرسنگی، برای تهیه نان از خانه فرد ثروتمندی دزدی کند و این کار او را از گرسنگی نجات دهد. آیا می‌توان کالایی را که دزد برای خودش بدست می‌آورد، با شرهایی که مرد ثروتمند متحمل می‌شود، مقایسه کرد؟ … به خاطر شر مرتبه اول مجازات فرد در این شرایط معقول نیست ولی به خاطر شر مرتبه دوم نمی‌توان از مجازات فرد سرباز زد 

### جان استوارت میل
میل از این جهت مطرح شد که به عنوان بنتامیت یا طرفدار نظریه  بنتام که قصد انجام عملی این تئوری را کرد. کتاب فایده‌گرایی میل در ابتدا به صورت مجموعه ای از سه مقاله منتشر شد که در سال ۱۸۶۱ در مجله فریزر منتشر شد و در سال ۱۸۶۳ به عنوان یک کتاب مجدداً چاپ شد.

#### لذت‌های بالاتر و پایینتر
میل یک اندازه‌گیری کاملاً کمی برای تعیین لذت را رد می‌کند و می‌گوید: 
به رسمیت شناختن یک اصل فایده گرایی در صورتی ممکن است که بتوان گفت برخی از انواع لذت‌ها از سایر لذت‌های مطلوب تر و با ارزش تر هستند که در عمل ادعا و انتظار پوچی است و تخمین کیفیت و کمیت لذت ممکن نیست و فقط تعداد افرادی که از امری احساس لذت می‌کنند را می‌توان تعیین کرد. 
کلمه فایده به معنای بهزیستی عمومی یا خوشبختی به کار می‌رود، و نظر میل این است که سودمندی نتیجه یک عمل خوب است. در چارچوب فایده گرایی، سودمندی افراد با میزان سودمندی اجتماعی اعمالشان سنجیده می‌شود. سودمندی اجتماعی آن است که رفاه جمعی را یا اکثریت را تأمین کند.
توضیحات میل در مورد مفهوم سودمندی این است که مردم واقعاً شادی را آرزو می‌کنند، و از آنجا که هر فرد آرزوی خوشبختی خود را دارد، باید آرزو شخصی خودش را در آرزو خوشبختی جامعه دنبال کند؛ بنابراین، عملی که بیشترین لذت را برای اکثریت جامعه به دنبال داشته باشد، بهترین اقدام است، یا همان‌طور که جرمی بنتام، بنیانگذار اوایل فایده گرایی گفته است، آن را به عنوان بزرگ‌ترین خوشبختی برای بیشترین افراد می‌داند.
میل نه تنها فایده را بخش اصلی تعیین عملکرد می‌داند، بلکه به عنوان قاعده اصلی هدایت رفتار اخلاقی بشر نیز می‌داند. بر این قاعده افراد باید به نحوهی عمل کنند که لذت عمومی جامعه را تأمین نمایند و بر اساس این ایده لذت بالاترین خیر زندگی معرفی می‌شود. این مفهوم توسط جرمی بنتام، بنیانگذار سودگرایی ارائه شده است، و می‌توان در آثار او آن را مشاهده کرد. به گفته میل، اقدامات خوب موجب لذت می‌شوند و نتیجه ای بالاتر از لذت وجود ندارد. میل می‌گوید اقدامات خوب منجر به لذت و تعریف شخصیت اخلاقی خوب می‌شود. براساس این روایت، توجیه شخصیت و اینکه آیا عمل او خوب است یا خیر، بر اساس این است که فرد چگونه در مفهوم فایده اجتماعی مشارکت داشته است. در دراز مدت بهترین روش اثبات شخصیت خوب، اقدامات و عمل خوب اوست. و وارد کردن نیت و قصد خیر در این شناسه هیچ جای ندارد. در آخرین فصل فایده‌گرایی، میل نتیجه می‌گیرد که عدالت، به عنوان یک عامل طبقه‌بندی کننده اعمال ما (عادلانه یا ناعادلانه)، یکی از الزامات اخلاقی خاص است و هنگامی که الزامات همه به صورت جمعی در نظر گرفته می‌شود، مطابق با این نظر بزرگتر ملاک مقیاس «فایده جمعی» است.
وی همچنین خاطرنشان می‌کند که، برخلاف آنچه منتقدان آن می‌گویند، "هیچ تئوری شناخته شده‌ای از زندگی اپیکوریان وجود ندارد که به لذت‌های عقل عقلانی، ارزش بسیار بالاتری نسبت به لذت‌های احساسی صرف دارند". با این حال، او می‌پذیرد که این امر معمولاً به این دلیل است که تصور می‌شود لذت‌های فکری دارای مزایای غیرمترقبه هستند، یعنی "ماندگاری بیشتر، ایمنی و …". در عوض، میل استدلال می‌کند که برخی لذت‌ها ذاتاً بهتر از دیگران هستند.

این ادعا که لذت گرایی یک «آموزه ای است که فقط خوکان به آن علاقه دارد» سابقه طولانی دارد. در اخلاق نیکوماخوسی (یا نیک سرشتان) (کتاب ۱ فصل ۵)، ارسطو می‌گوید که تعیین خیر با ملاک لذت، برازنده جانوران است. فایده گرایان مذهبی از همین منتقل با رویکرد رضایت الهی استفاده می‌کنند و لذت‌های عقلانی را ذاتاً بر لذت‌های جسمی برتری می‌دانند.
کمتر انسانی حاضر است که به وعده کامجویی و لذت تا مقام حیوانی نزول کند. هیچ انسان خردمندی موافق نابخردی نیست؛ هیچ فرد آموزنده ای نادان نخواهد بود، وجود استعدادهای بالاتر برای سعادتمندی بیشتر نیاز است که کسب آنها نیاز به رنج کشیدن است و با لذت کسب شدنی نیست. با وجود این انسان خردمند هرگز نمی‌تواند آرزو کند احساساتش را با سطحی پایین‌تر از لذت پر کند … بهتر است یک انسان ناراضی باشیم تا یک خوک راضی. بهتر است سقراط ناراضی باشد تا یک احمق راضی. و اگر احمق، یا خوک، عقیده دیگری دارند، دلیلش این است که آنها فقط خود را مخاطب سؤال می‌دانند …
میل مطرح می‌کند که اگر فردی صلاحیت کافی برای ارزیابی دو لذت متفاوت را داشته باشد می‌تواند گزینه اصلح را انتخاب کند حتی اگر گزینه دیگر هیچ کاستی و تقصیر واضحی نداشته باشد. و آن را مانند شرایط حکمیت در قضا می‌داند که هر چند به شکل قطعی نمی‌تواند گزینه اصلح را مشخص کرد ولی با اتکا به تصدیق اکثریت، گزینه انتخابی مقبول جمع قرار می‌گیرد. البته میل تصدیق می‌کند که این احتمال هم وجود دارد که افراد تحت تأثیر وسوسه یا عوامل دیگر در تعیین لذت برتر و انتخاب گزینه پست‌تر نیز دچار اشتباه شوند. همچنین میل در مورد ارزیابی کیفیت لذتها داشتن تجربه یا نداشتن آن را چندان ملاک درستی نمی‌داند و همان‌طور که هیچ روشی برای سنجش میزان حاد بودن دو درد وجود ندارد، انتخاب و مقایسه دو حس لذت نیز ممکن نیست. و این که اگر کسی ظرفیت لذت بردنش پایین باشد بیشتر شانس آن را دارد که نیاز خود را برآورده ساز یا فرد دیگر که چنین حس کند که به هر تقدیر جهان ناقص است و امکان کامجویی کامل وجود ندارد.
میل همچنین فکر می‌کند که «لذات فکری به نسبت میزان رضایت یا لذت (وضعیت روحی) که تولید می‌کنند ارزش دارند». میل همچنین می‌گوید که مردم باید این آرمان‌های بزرگ را دنبال کنند، زیرا اگر تصمیم بگیرند که از لذت‌های کوچک لذت ببرند، "سرانجام برخی نارضایتی ظهور و نمود پیدا می‌کنند و ما بی حوصله و افسرده می‌شویم. " میل ادعا می‌کند که رضایت از لذت‌های کوچک فقط باعث خوشبختی کوتاه مدت می‌شود و متعاقب آن فردی ممکن است احساس کند زندگی اش فاقد ارزش و خوشبختی است. در حالی که، تلاشهای فکری باعث خوشبختی طولانی مدت می‌شود زیرا در طی سالیان متمادی فرصت‌هایی را برای بهبود زندگی خود با بهره‌گیری از کنکاش و جستجوی دانش را فراهم می‌آورد. میل فعالیتهای فکری می‌تواند با ترکیب فرایندهای شادی آفرین و لذت بخش کوچک اهداف ارزشمند و بزرگتر را برای کسب لذت ایجاد کند. میل می‌گوید که تعقیب‌های فکری این فرصت را به فرد می‌دهد تا از چرخه افسردگی مداوم فرار کند زیرا این تعقیبات به آنها امکان می‌دهد تا به ایده‌های خود برسند، در حالی که لذت‌های کوچک این شانس را به فرد نمی‌دهد.

#### ادله میل برای اصل فایده گرایی
در فصل چهارم فایده گرایی، میل ادله ای برای اثبات اصل سودمندی اقامه می‌کند و می‌گوید: 
تنها راه اثبات این که شیء قابل دیدن است، آن است که مردم آن را به واقع ببینند. تنها راه اثبات شنیدن صدا آن است که مردم بتوانند آن را بشنوند… به همین ترتیب من برای اثبات این که چیزی مطلوب است را در آن می‌دانم که مردم واقعاً آن را می‌خواهند می‌بینم… و هیچ دلیلی نمی‌توان ارائه کرد. خوشبختی مطلوب هر کسی است و هر فردی آرزوی رسیدن به آن را دارد… و هیچ‌کدام از ما برای پذیرفتن آن نیاز به دلیلی نداریم. در وجه شخصی آنچه که برای فرد خوب باشد را می‌توان خوشبختی فردی نامید و آنچه که برای همه افراد خوب است را خوشبختی عمومی دانست.
طبق معمول گروهی مدعی اند که میل برخی پیشفرض‌های غلط را استفاده کرده است مرتکبمغالطه طبیعت گرایانه شده است، چرا که از آنچه که مردم انجام می‌دهند می‌خواهد اثبات کند که مردم چه کاری را باید انجام دهند. مغالطه اشتراک لفظ نموده است؛ زیرا استدلال می‌کند چیزی که مقبول است فی نفسه قابلیت مطلوب بودن را دارد ولی در عمل مدعی آن می‌شود که آنچه مقبول است باید مطلوب محسوب شود. و دچار مغالطه ترکیب شده است، زیرا این واقعیت که مردم آرزوی خوشبختی خود را دارند، به معنای این نیست که جمع همه افراد آرزوی خوشبختی عمومی را نیز خواهند داشت.
چنین سوالاتی کمی پس از انتشار کتاب مطلوبیت یا فایده‌گرای میل شروع به مطرح شدن نمود و هنوز هم مورد توجه بسیاری قرار دارند.

## تحولات قرن بیستم

### فایده گرایی ایده‌آل
توصیف مطلوبیت ایدئال برای اولین بار توسط هاستینگز رشتال در تئوری خوب و شر (۱۹۰۷) مورد استفاده قرار گرفت، که بیشتر اوقات با مور همکاری می‌نموده است. در اخلاق (۱۹۱۲)، مور یک مطلوبیت صرفاً لذت‌گرایانه را رد کرد و اظهار داشت که طیف وسیعی از ارزش‌ها وجود دارد که تعالی آنها ارزشمند است. استراتژی مور این بود که نشان دهد به‌طور شهودی غیرممکن است که لذت تنها معیار سنجش خوبی است. او می‌گوید چنین فرضی: 
به عنوان مثال اگر دنیایی را تصور کنیم که هیچ چیز جز لذت در آن وجود ندارد یعنی نه دانش وجود دارد، نه هنر، نه اخلاقیات)، باید ذاتاً جهان ایده‌آل باشد در حالی که دنیا با وجود این‌ها نیز لذت بخش است و حتی اگر فرض کنیم لذت آن متفاوت است به دلیل وجود همه آن چیزهای که عشق و ارزشها را تشکیل می‌دهد، نمی‌توان دلیلی برای رجحان دنیای خالی از دانش و اخلاق و.. بر حالت موجود یافت.

مور اذعان می‌کند که اثبات این مورد غیرممکن نیست، اما او معتقد بود که به‌طور شهودی بدیهی است دنیای که حاوی مواردی مانند زیبایی و عشق باشد، دنیای بهتری خواهد بود. وی می‌افزاید: اگر شخصی نظر مخالف را اتخاذ می‌کرد، «فکر می‌کنم بدیهی است که او اشتباه کرده است.» 

## نظریه بنتام
اصل‌های نظریه بنتام عبارت است از:
1. طبیعت، انسان را فرمانبردار دو خداوندگار قرار داده است:لذت و رنج.
2. لذت و رنج، همان چیزهایی هستند که انسان آن‌ها را احساس می‌کند و فهم آن‌ها به بحث فلسفی نیاز ندارد.
3. اعمال اخلاقی، اعمالی هستند که بیشترین لذت را به دنبال داشته باشند و اعمال ناشایست یا غیراخلاقی، آن اعمالی هستند که موجب کاهش این لذت باشند.
4. بیشترین خوبی باید برای تمام افراد جامعه بشری باشد (اصل فایده‌مندی).
5. پس، اصل واحد این است که بیشترین میزان خوشی و خوشبختی افراد یا جامعه، تنها هدف مطلوب عمل است.
6. لذت مطلوب، هفت ویژگی دارد: شدّت، مدّت، قطعیت، دوری و نزدیکی (نقد و نسیه)، باروری (لذت‌های دیگری را به دنبال خود بیاورد)، خلوص (با رنج کم یا بدون رنج)، دامنه شمول (بیشترین افراد جامعه را دربر گیرد).

## اشکالات استوارت میل
جان استوارت میل، ضمن نقد نظریه بنتام و برشمردن نقاط ضعف آن، سعی در تکمیل نظریه منفعت‌گرایی داشت؛ لذا اشکال‌هایی بر نظریه بنتام وارد کرد و اموری را افزود.
برخی از اموری که استوارت میل بر نظریه بنتام افزود:
1. توجه به چگونگی لذت و برتری لذت‌های روحی بر لذت‌های دیگر؛ زیرا پایدارتر و دارای امنیت بیشتری هستند و آسان‌تر به دست می‌آیند.
2. ترجیح امور معنوی بر امور مادی؛ از این‌رو؛ مانند سقراط با درد و رنج، بهتر از نادان در ناز و نعمت است.
3. . انسان یک موجود اجتماعی است و احساسات گروهی در نهاد او ریشه دارند و با تعلیم و تربیت و تمدن رشد می‌کند و همین امر موجب می‌شود که اصل فایده‌مندی بیشترین خوشی و لذت برای بیشترین افراد، هدف نهایی فعل او باشد.[1]

## ارزیابی و نقد مکتب منفعت‌گرایی
نکته مثبت و مورد پذیرش در نظریه منفعت‌گرایی، توجه به حبّ ذات و حبّ کمالات و منافع ذات است و نیز توجه به احساسات گروهی و عواطف انسانی است، ولی روشن است که مصداق واقعی لذت و منفعت و رنج و ضرر، مبانی صحیحی را در هستی‌شناسی و انسان‌شناسی می‌طلبد که این نظریه از آن بی‌بهره است.[2]

## سود از منظر سودگرایان
همان گونه که گفته شد، از دیدگاه سودگرایان، درستی و نادرستی یک عمل یا رویه رفتاری را تنها سنجش و ارزیابی پیامدهای آن عمل تعیین می‌کند، و عملی درست و الزامی است که پیامدهای بهتر و پر بارتری را به بار آورد، البته مراد از پیامدهای بهتر، پیامدهایی است که حاوی و حامل بیشترین میزان سود باشد و به ایجاد بالاترین سود و خوشی سرجمع کمک کند.[6]